# 丹尼爾·古斯塔夫森
丹尼爾·古斯塔夫森（瑞典語：Daniel Gustavsson；1990年8月29日—）是一位瑞典足球運動員。在場上的位置是右邊鋒。他現在效力於瑞典足球超級聯賽球隊奧雷布洛體育俱樂部。